# Santo Domingo (Sonsonate)
Santo Domingo (em nahuat: Witzapan) é um município localizado no departamento de Sonsonate, em El Salvador.

## Transporte
O município de Santo Domingo é servido pela seguinte rodovia:
- SON-11  que liga a cidade ao município de Acajutla
- SON-19, que liga o município de Sonsonate à cidade de San Pedro Puxtla (Departamento de Ahuachapán) [2]